# Duma Boko
Duma Gideon Boko (Mahalapye, 31 de diciembre de 1969) es un jurista y político botsuano que desde el 1 de noviembre de 2024 ejerce como presidente de la República de Botsuana. Fue líder del Frente Nacional de Botsuana desde 2010, y líder de la coalición Paraguas para el Cambio Democrático (UDC) desde su fundación en 2012, siendo su candidato presidencial en las elecciones generales de 2014, 2019 y 2024. En estas últimas obtuvo la victoria, encabezando el primer gobierno ajeno al Partido Democrático de Botsuana en la historia de la nación africana.
Antes de llegar a la presidencia, Boko fue miembro de la Asamblea Nacional por la circunscripción de Gaborone Bonnington North entre 2014 y 2019, tiempo durante el cual ejerció como líder de la Oposición de Botsuana, el primero desde Kenneth Koma en ocupar ese cargo por un mandato parlamentario completo.
Como abogado y jurista, Boko ha sido elogiado por su extensa carrera legal en la defensa de los derechos humanos y las libertades civiles en Botsuana, así como su activa militancia por reformas en el sistema democrático del país. No obstante, su período como líder de la Oposición ha sido objeto de numerosos cuestionamientos, con críticas a sus promesas de campaña populistas y poco creíbles, su tendencia a mantener una retórica de confrontación agresiva con sus oponentes, y su manejo autocrático dentro del BNF y la UDC, con acusaciones internas de liderazgo autoritario y culto a la personalidad. Tras desreconocer su derrota en las elecciones de 2019, Boko ha mantenido una postura de negacionismo electoral y ha lanzado campañas de desprestigio contra las instituciones electorales botsuanas mediante denuncias de fraude electoral carentes de evidencia, que han sido refutadas por numerosas instituciones y grupos de observación internacional.

## Biografía
Boko nació el 31 de diciembre de 1969, en la ciudad de Mahalapye. En 1987 comenzó sus estudios de derecho en la Universidad de Botsuana (UB), donde fue elegido miembro del Consejo Representativo de Estudiantes (SRC). Entre sus compañeros de clase de derecho estaban los jueces del Tribunal Superior Michael Leburu, Key Dingake, Bengbame Sechele y Lot Moroka. Después de graduarse, en 1993, amplió sus estudios en la Facultad de Derecho de la Universidad de Harvard.
Boko se convirtió en el líder del Frente Nacional de Botsuana (BNF) en 2010. Su posición y membresía en el partido fueron cuestionadas con el argumento de que cuando el BNF se dividió en 2000, se había convertido en miembro fundador del Frente Nacional Democrático (NDF). Si se hubiera probado, de acuerdo con la constitución del BNF, esto lo inhabilitaría de un puesto de liderazgo en el partido durante tres años después de reincorporarse a él. Prevaleció en la corte. Heredó un partido que estaba en decadencia bajo la dirección de Otsweletse Moupo.
El BNF se unió al recién formado Movimiento por la Democracia de Botsuana (una escisión del gobernante y dominante Partido Democrático de Botsuana) y el Partido Popular de Botsuana para formar el Paraguas para el Cambio Democrático, el primer intento exitoso de configurar una coalición opositora en el país. Algunos miembros del BNF estaban fuertemente en contra de la coalición, argumentando que el ejercicio haría desaparecer a su partido. Se presentaron demandas contra Boko y su comité central ante el Tribunal Superior. Boko ganó todos los desafíos judiciales y llevó a la UDC a lograr importantes ganancias en las elecciones de 2014, con algo más del 30% de los votos y 17 escaños parlamentarios, el mejor resultado para un partido opositor en términos absolutos. Boko fue elegido parlamentario en Gaborone Bonnington North y de este modo pudo asumir como líder de la Oposición en la Asamblea Nacional.
En las elecciones de 2019, la UDC sufrió numerosas pérdidas en su base de votos urbana ante el BDP bajo el liderazgo de Mokgweetsi Masisi, sucesor del expresidente Ian Khama, y no logró ganar las elecciones. Boko fue derrotado contundentemente en su distrito por la candidata del BDP, Anna Mokgethi y, como resultado, ya no pudo continuar como líder de la Oposición. Boko desreconoció los resultado de las elecciones, afirmando que se había cometido un fraude electoral. Su desafío judicial a los resultados fue desestimado.